# Bernhard Kötting
Bernhard Kötting (* 29. März 1910 in Hengeler, einem Ortsteil von Stadtlohn, Westfalen; † 20. Mai 1996 in Münster) war ein katholischer Kirchenhistoriker, Patrologe, Christlicher Archäologe und Rektor der Universität Münster.

## Leben
Bernhard Kötting wurde als ältestes von elf Kindern in eine Bauernfamilie in der Bauerschaft Hengeler bei Stadtlohn geboren. Entgegen der Tradition und gegen den Widerstand seines Vaters übernahm er nicht den elterlichen Hof, sondern entschied sich für ein Theologiestudium. Als dann sein Erstgeborener, der in den Semesterferien auf dem elterlichen Hof aushalf, einmal den Erntewagen in den Graben fuhr, kommentierte der Vater, es sei doch ganz gut, dass Bernhard studiere, denn er sei „to dumm, um Buer to wiärn“. Nach dem Abitur 1929 am Gymnasium Paulinum in Münster studierte er in Münster und Freiburg Theologie. In Freiburg wurde er 1930 Mitglied im K.St.V. Flamberg im KV. Die Priesterweihe empfing er am 22. Dezember 1934 in Münster. Es folgte Dienst als Kaplan in Gelsenkirchen-Horst und Freckenhorst.

### Akademische Laufbahn
In Münster hatte er mit Johannes Quasten als Thema für eine Dissertation Die Beurteilung der zweiten Ehe im heidnischen und christlichen Altertum vereinbart. Nachdem Quasten zunächst nach Rom, dann (1938) an die Catholic University of America in Washington, D.C. gegangen war, schloss Kötting seine Dissertation unter der Leitung von Quastens Lehrer Franz Joseph Dölger 1940 in Bonn ab; das Rigorosum legte er nach Dölgers Tod im selben Jahr unter der Leitung von Theodor Klauser ab. Wegen der Ereignisse der Kriegs- und Nachkriegszeit, in der Kötting als Kaplan auf Schloss Merveldt und nach dem Krieg als Studentenpfarrer in Münster Seelsorgedienst leistete, konnte die Habilitation erst nach seiner Freistellung zur wissenschaftlichen Arbeit in Heidelberger Bibliotheken am 21. Juni 1948 in Münster mit der Arbeit Wallfahrten in der Antike und das Pilgerwesen in der Alten Kirche (gedruckt mit dem Obertitel Peregrinatio religiosa in Münster 1950) erfolgen.
Ein Semester nach der Habilitation bot sich ihm die Gelegenheit zum Weiterstudium der Christlichen Archäologie in Rom, wo er im Campo Santo Teutonico wohnte und am Pontificio Istituto di Archeologia Cristiana hörte und von wo aus er Studienreisen im gesamten Mittelmeerraum unternahm. Auch später hat er sich bemüht, die Schauplätze und Spuren der Alten Kirchengeschichte aus eigener Anschauung kennenzulernen.
Am 1. Juni 1951 wurde Kötting zum Ordinarius für Alte Kirchengeschichte, Christliche Archäologie und Patristik in Münster berufen. Im akademischen Jahr 1954/1955 war er Dekan seiner Fakultät und seitdem bis zu seiner Emeritierung 1978 Mitglied des Senats der Münsteraner Universität. 1960/1961 und 1967/1968 war er Rektor der Universität. 1963 übernahm er die Leitung des selbständigen Instituts für Religiöse Volkskunde in Münster.
Als akademischer Lehrer war er ungewöhnlich erfolgreich (so zählen zu seinen Schülern u. a. Ernst Dassmann, Theofried Baumeister, Karl Suso Frank, Winfrid Cramer, Anastasios Kallis und Maria-Barbara von Stritzky). Seit seiner Berufung hatte er sich besonders darum bemüht, jungen Theologen aus den orthodoxen Kirchen mit Stipendien ein Weiterstudium in Münster zu ermöglichen, das in vielen Fällen zur Promotion und Habilitation führte.
Seine Fachgenossen ehrten ihn mit zwei Festschriften: Pietas (Aschendorff, Münster 1980) und Philoxenia, Prof. Dr. Bernhard Kötting gewidmet von seinen griechischen Schülern (ebd. 1980).
Kötting war Mitglied der katholischen Studentenverbindung Teutoburg Paderborn im KV und wurde Ehrenphilister der KV-Verbindungen Tuiskonia-Monasteria und Hansea-Halle in Münster.

### Mitwirkung in der Wissenschaftsförderung
- 1963 wurde Kötting in die geisteswissenschaftliche Abteilung der Arbeitsgemeinschaft für Forschung des Landes Nordrhein-Westfalen berufen. 1969 wurde er zu deren Sekretär gewählt und nach der Umwandlung der Arbeitsgemeinschaft zur Nordrhein-Westfälischen Akademie der Wissenschaften und der Künste im selben Jahr für das Amtsjahr 1970/1971 wiedergewählt. In der Amtszeit von 1972 bis 1975 war er Präsidenten der Akademie. Seit war er 1973 Mitglied des Senats der Konferenz der Akademien, 1974/1975 deren Vorsitzender.
- Seit 1972 war Kötting Vorsitzender der Kommission der Nordrhein-Westfälischen Akademie der Wissenschaften für die Herausgabe des Reallexikons für Antike und Christentum (RAC-Kommission).
- Seit 1976 war Kötting Vorsitzender der Patristischen Kommission der Deutschen Akademien.[3]
- Ferner war er Mitglied der Zentraldirektion des Deutschen Archäologischen Instituts und Mitglied im Vorstand der Görres-Gesellschaft

In allen diesen Funktionen gelangen ihm zukunftweisende Weichenstellungen.

## Ehrungen
- Im Jahr 1960 wurde Kötting zum ordentlichen Mitglied der Historischen Kommission für Westfalen gewählt. Ab 1972 gehörte er der Kommission als korrespondierendes Mitglied an.
- 1966 wurde er von Kardinal-Großmeister Eugène Kardinal Tisserant zum Ritter des Ritterordens vom Heiligen Grab zu Jerusalem ernannt und am 29. September 1962 durch Lorenz Jaeger, Großprior der deutschen Statthalterei, investiert. Er erhielt die Palme von Jerusalem in Bronze.
- 1980 wurde Kötting das Große Bundesverdienstkreuz verliehen, 1984 dazu der Stern.
- 1986 erhielt er den Verdienstorden des Landes Nordrhein-Westfalen.
- Die katholische Kirche ernannte ihn zum Päpstlichen Ehrenprälaten und zum Ehrendomkapitular der Hohen Domkirche zu Münster.

## Schriften
Ein Schriftenverzeichnis bis 1979 findet sich in: Pietas. Festschrift für Bernhard Kötting. Die kleineren Schriften sind zusammengestellt in Bernhard Kötting: Ecclesia peregrinans. Das Gottesvolk unterwegs. Gesammelte Aufsätze.
Herausgebertätigkeit:
- Münsterische Beiträge zur Theologie
- Forschungen zur Volkskunde
- Reallexikon für Antike und Christentum
- Römische Quartalschrift für Christliche Altertumskunde und Kirchengeschichte

Lexikonartikel:
- Julia von Korsika. In: Biographisch-Bibliographisches Kirchenlexikon (BBKL). Band 3, Bautz, Herzberg 1992, ISBN 3-88309-035-2, Sp. 778 (von korsika.shtml Artikel/Artikelanfang im Internet-Archive).
- Julianus von Brioude. In: Biographisch-Bibliographisches Kirchenlexikon (BBKL). Band 3, Bautz, Herzberg 1992, ISBN 3-88309-035-2, Sp. 791–792 (von brioude.shtml Artikel/Artikelanfang im Internet-Archive).